# Relations entre le Liechtenstein et l'Union européenne
Les relations entre le Liechtenstein et l'Union européenne sont basées sur une union douanière entre ces deux entités, ainsi qu'une « intégration » assez avancée à travers des traités bilatéraux.

## Accès au marché unique
Le Liechtenstein est le seul micro-État à être membre de l’espace économique européen. Il le rejoint le 1er mai 1995, après être devenu un membre à part entière de l'Association européenne de libre-échange (AELE) en 1991. Tous les États de l’AELE (excepté la Suisse) sont membres de l’EEE, ce qui leur donne accès au marché intérieur de l'Union européenne. Cela fait que le Liechtenstein doit appliquer certaines normes de droit de l'Union européenne.
En 2018, le gouvernement de la Principauté estime que 60 % de ses exportations et 80 % de ses importations sont destinées ou proviennent des États membres de l'Union européenne. Il énonce également que la population du pays partage « les mêmes valeurs et intérêts » que les Européens et qu'elle peut librement « voyager, travailler et étudier en Europe ».

## Espace Schengen
Le 28 février 2008, le Liechtenstein a signé les accords de Schengen et devint un membre de l'espace Schengen le 11 décembre 2011.

## Relations tripartites avec la Suisse
De par sa proximité géographique et surtout politique avec son voisin suisse, les deux pays sont dans une union douanière, utilisent une monnaie commune (le franc suisse), la Suisse protège les intérêts et les citoyens du Liechtenstein à l'étranger, assure sa défense et tout accord international conclu par le Liechtenstein doit être approuvé par celle-ci. Les deux pays travaillent généralement en commun pour ce qui est de leurs relations avec l'UE et de la conclusion et de l'application des divers accords qui les lient aux instances de Bruxelles (circulation, commerce, sécurité, fiscalité, etc.).

## Sources

## Compléments